# Eumesosoma sayi
Eumesosoma sayi is een hooiwagen uit de familie Sclerosomatidae.